# Romanzi di Beast Quest
Questa è una lista di tutti i libri pubblicati della serie Beast Quest di Working Partners Limited. Tutti i libri sono stati scritti con lo pseudonimo collettivo "Adam Blade", e i nomi dei ghostwriter sono elencati dove sono noti.

## Beast Quest
| #   | Titolo                                                           | Titolo della serie       | Anno pubblicazione | ISBN                   | Ghostwriter                  |
| --- | ---------------------------------------------------------------- | ------------------------ | ------------------ | ---------------------- | ---------------------------- |
| 1   | Ferno. Il signore del fuoco (Ferno the Fire Dragon)              | Beast Quest              | 2007               | ISBN 978-1-846-16483-5 | Stephen Cole                 |
| 2   | Sepron. Il Mostro Marino (Sepron the Sea Serpent)                | Beast Quest              | 2007               | ISBN 978-1-846-16482-8 | Cherith Baldry               |
| 3   | Arcta. Il gigante della montagna (Arcta the Mountain Giant)      | Beast Quest              | 2007               | ISBN 978-1-846-16484-2 | Michael Ford                 |
| 4   | Tagus. L'uomo cavallo (Tagus the Horse-Man)                      | Beast Quest              | 2007               | ISBN 978-1-846-16486-6 | Cherith Baldry               |
| 5   | Nanook. Il mostro della neve (Nanook the Snow Monster)           | Beast Quest              | 2007               | ISBN 978-1-846-16485-9 | Stephen Cole                 |
| 6   | Epos. L'uccello infuocato (Epos the Flame Bird)                  | Beast Quest              | 2007               | ISBN 978-1-846-16487-3 | Stephen Cole                 |
| 7   | Zepha. Il calamaro mostruoso (Zepha the Monster Squid)           | L'armatura d'oro         | 2008               | ISBN 978-1-846-16988-5 | Cherith Baldry               |
| 8   | Claw. La scimmia gigante (Claw the Giant Monkey)                 | L'armatura d'oro         | 2008               | ISBN 978-1-846-16989-2 | Lucy Courtenay               |
| 9   | Soltra. L'incantatrice di pietre (Soltra the Stone Charmer)      | L'armatura d'oro         | 2008               | ISBN 978-1-846-16990-8 | Allan Frewin Jones           |
| 10  | Vipero. L'uomo serpente (Vipero the Snake Man)                   | L'armatura d'oro         | 2008               | ISBN 978-1-846-16991-5 | Cherith Baldry               |
| 11  | Arachnid. Il re dei ragni (Arachnid the King of Spiders)         | L'armatura d'oro         | 2008               | ISBN 978-1-846-16992-2 | Lucy Courtenay               |
| 12  | Trillion. Il leone tricefalo (Trillion the Three-Headed Lion)    | L'armatura d'oro         | 2008               | ISBN 978-1-846-16993-9 | Allan Frewin Jones           |
| 13  | Torgor. Il minotauro (Torgor the Minotaur)                       | Il reame oscuro          | 2008               | ISBN 978-1-846-16997-7 | Cherith Baldry               |
| 14  | Skor. Lo stallone alato (Skor the Winged Stallion)               | Il reame oscuro          | 2008               | ISBN 978-1-846-16998-4 | Michael Ford                 |
| 15  | Narga. Il mostro marino (Narga the Sea Monster)                  | Il reame oscuro          | 2008               | ISBN 978-1-408-30000-8 | Cherith Baldry               |
| 16  | Kaymon. Il mastino infernale (Kaymon the Gorgon Hound)           | Il reame oscuro          | 2008               | ISBN 978-1-408-30001-5 | Allan Frewin Jones           |
| 17  | Tusk. Il mammut mastodontico (Tusk the Mighty Mammoth)           | Il reame oscuro          | 2008               | ISBN 978-1-408-30002-2 | Allan Frewin Jones           |
| 18  | Sting. L'uomo scorpione (Sting the Scorpion Man)                 | Il reame oscuro          | 2008               | ISBN 978-1-408-30003-9 | Lucy Courtenay               |
| 19  | Nixa. La mortifera (Nixa the Death-Bringer)                      | L'amuleto di Avantia     | 2009               | ISBN 978-1-408-30376-4 | Cherith Baldry               |
| 20  | Equinus. Il cavallo spettrale (Equinus the Spirit Horse)         | L'amuleto di Avantia     | 2009               | ISBN 978-1-408-30377-1 | Jan Burchett and Sara Vogler |
| 21  | Rashouk. Il troll delle caverne (Rashouk the Cave Troll)         | L'amuleto di Avantia     | 2009               | ISBN 978-1-408-30378-8 | James Noble                  |
| 22  | Luna. La lupa di mezzanotte (Luna the Moon Wolf)                 | L'amuleto di Avantia     | 2009               | ISBN 978-1-408-30379-5 | Brandon Robshaw              |
| 23  | Blaze. Il drago di ghiaccio (Blaze the Ice Dragon)               | L'amuleto di Avantia     | 2009               | ISBN 978-1-408-30381-8 | Michael Ford                 |
| 24  | Stealth. La pantera fantasma (Stealth the Ghost Panther)         | L'amuleto di Avantia     | 2009               | ISBN 978-1-408-30380-1 | Cherith Baldry               |
| 25  | Krabb. Il padrone del mare (Krabb Master of the Sea)             | L'ombra della morte      | 2009               | ISBN 978-1-408-30437-2 | Michael Ford                 |
| 26  | Hawkite. La freccia dell'aria (Hawkite Arrow of the Air)         | L'ombra della morte      | 2009               | ISBN 978-1-408-30438-9 | Lucy Courtenay               |
| 27  | Rokk. La montagna vivente (Rokk the Walking Mountain)            | L'ombra della morte      | 2009               | ISBN 978-1-408-30439-6 | James Noble                  |
| 28  | Koldo. Il guerriero artico (Koldo the Arctic Warrior)            | L'ombra della morte      | 2009               | ISBN 978-1-408-30440-2 | Michael Ford                 |
| 29  | Trema. Il signore della terra (Trema the Earth Lord)             | L'ombra della morte      | 2009               | ISBN 978-1-408-30441-9 | Cherith Baldry               |
| 30  | Amictus. La regina degli insetti (Amictus the Bug Queen)         | L'ombra della morte      | 2009               | ISBN 978-1-408-30442-6 | Karen Ball                   |
| 31  | Komodo. Il re lucertola (Komodo the Lizard King)                 | The World of Chaos       | 2010               | ISBN 978-1-408-30723-6 | Michael Ford                 |
| 32  | Muro. Il ratto letale (Muro the Rat Monster)                     | The World of Chaos       | 2010               | ISBN 978-1-408-30724-3 | Thea Bennett                 |
| 33  | Fang. Il pipistrello diabolico (Fang the Bat Fiend)              | The World of Chaos       | 2010               | ISBN 978-1-408-30725-0 | Cherith Baldry               |
| 34  | Murk. L'uomo delle paludi (Murk the Swamp Man)                   | The World of Chaos       | 2010               | ISBN 978-1-408-30726-7 | J.N. Richards                |
| 35  | Terra. Il flagello della foresta (Terra Curse of the Forest)     | The World of Chaos       | 2010               | ISBN 978-1-408-30727-4 | Michael Ford                 |
| 36  | Vespick. La regina delle vespe (Vespick the Wasp Queen)          | The World of Chaos       | 2010               | ISBN 978-1-408-30728-1 | Cherith Baldry               |
| 37  | Convol. Il bruto a sangue freddo (Convol the Cold-Blooded Brute) | The Lost World           | 2010               | ISBN 978-1-408-30729-8 | Michael Ford                 |
| 38  | Hellion. Il nemico ardente (Hellion the Fiery Foe)               | The Lost World           | 2010               | ISBN 978-1-408-30730-4 | Lucy Courtenay               |
| 39  | Krestor. Il terrore strisciante (Krestor the Crushing Terror)    | The Lost World           | 2010               | ISBN 978-1-408-30731-1 | J.N. Richards                |
| 40  | Madara. Il guerriero di mezzanotte (Madara the Midnight Warrior) | The Lost World           | 2010               | ISBN 978-1-408-30732-8 | Allan Frewin Jones           |
| 41  | Ellik the Lightning Horror                                       | The Lost World           | 2010               | ISBN 978-1-408-30733-5 | Lucy Courtenay               |
| 42  | Carnivora the Winged Scavenger                                   | The Lost World           | 2010               | ISBN 978-1-408-30734-2 | Cherith Baldry               |
| 43  | Balisk the Water Snake                                           | The Pirate King          | 2011               | ISBN 978-1-408-31310-7 | Michael Ford                 |
| 44  | Koron the Jaws of Death                                          | The Pirate King          | 2011               | ISBN 978-1-408-31311-4 | Allan Frewin Jones           |
| 45  | Hecton the Body Snatcher                                         | The Pirate King          | 2011               | ISBN 978-1-408-31312-1 | Elizabeth Galloway           |
| 46  | Torno the Hurricane Dragon                                       | The Pirate King          | 2011               | ISBN 978-1-408-31313-8 | Cherith Baldry               |
| 47  | Kronus the Clawed Menace                                         | The Pirate King          | 2011               | ISBN 978-1-408-31314-5 | Allan Frewin Jones           |
| 48  | Bloodboar the Buried Doom                                        | The Pirate King          | 2011               | ISBN 978-1-408-31315-2 | J. N. Richards               |
| 49  | Ursus the Clawed Roar                                            | The Warlock's Staff      | 2011               | ISBN 978-1-408-31316-9 | Michael Ford                 |
| 50  | Minos the Demon Bull                                             | The Warlock's Staff      | 2011               | ISBN 978-1-408-31317-6 | Allan Frewin Jones           |
| 51  | Koraka the Winged Assassin                                       | The Warlock's Staff      | 2011               | ISBN 978-1-408-31318-3 | Cherith Baldry               |
| 52  | Silver the Wild Terror                                           | The Warlock's Staff      | 2011               | ISBN 978-1-408-31319-0 | Allan Frewin Jones           |
| 53  | Spikefin the Water King                                          | The Warlock's Staff      | 2011               | ISBN 978-1-408-31320-6 | Stephen Chambers             |
| 54  | Torpix the Twisting Serpent                                      | The Warlock's Staff      | 2011               | ISBN 978-1-408-31321-3 | J.N. Richards                |
| 55  | Noctila the Death Owl                                            | Master of the Beasts     | 2012               | ISBN 978-1-408-31518-7 | Michael Ford                 |
| 56  | Shamani the Raging Flame                                         | Master of the Beasts     | 2012               | ISBN 978-1-408-31519-4 | Allan Frewin Jones           |
| 57  | Lustor the Acid Dart                                             | Master of the Beasts     | 2012               | ISBN 978-1-408-31520-0 | Troon Harrison               |
| 58  | Voltrex the Two-Headed Octopus                                   | Master of the Beasts     | 2012               | ISBN 978-1-408-31521-7 | Allan Frewin Jones           |
| 59  | Tecton the Armoured Giant                                        | Master of the Beasts     | 2012               | ISBN 978-1-408-31522-4 | Ellen Renner                 |
| 60  | Doomskull the King of Fear                                       | Master of the Beasts     | 2012               | ISBN 978-1-408-31523-1 | Troon Harrison               |
| 61  | Elko Lord of the Sea                                             | The New Age              | 2012               | ISBN 978-1-408-32556-8 | Michael Ford                 |
| 62  | Tarrok the Blood Spike                                           | The New Age              | 2012               | ISBN 978-1-408-32557-5 | Troon Harrison               |
| 63  | Brutus the Hound of Horror                                       | The New Age              | 2012               | ISBN 978-1-408-32558-2 | Allan Frewin Jones           |
| 64  | Flaymar the Scorched Blaze                                       | The New Age              | 2012               | ISBN 978-1-408-32556-8 | Michael Ford                 |
| 65  | Serpio the Slithering Shadow                                     | The New Age              | 2012               | ISBN 978-1-408-32560-5 | Allan Frewin Jones           |
| 66  | Tauron the Pounding Fury                                         | The New Age              | 2012               | ISBN 978-1-408-32561-2 | Troon Harrison               |
| 67  | Solak Scourge of the Sea                                         | The Darkest Hour         | 2013               | ISBN 978-1-408-32703-6 | Michael Ford                 |
| 68  | Kajin the Beast Catcher                                          | The Darkest Hour         | 2013               | ISBN 978-1-408-32704-3 | Troon Harrison               |
| 69  | Issrilla the Creeping Menace                                     | The Darkest Hour         | 2013               | ISBN 978-1-408-32705-0 | Tabitha Jones                |
| 70  | Vigrash the Clawed Eagle                                         | The Darkest Hour         | 2013               | ISBN 978-1-408-32706-7 | Allan Frewin Jones           |
| 71  | Mirka the Ice Horse                                              | The Darkest Hour         | 2013               | ISBN 978-1-408-32707-4 | Troon Harrison               |
| 72  | Kama the Faceless Beast                                          | The Darkest Hour         | 2013               | ISBN 978-1-408-32708-1 | Allan Frewin Jones           |
| 73  | Skurik the Forest Demon                                          | The Warrior's Road       | 2013               | ISBN 978-1-408-32402-8 | Michael Ford                 |
| 74  | Targro the Arctic Menace                                         | The Warrior's Road       | 2013               | ISBN 978-1-408-32403-5 | Gillian Philip               |
| 75  | Slivka the Cold-Hearted Curse                                    | The Warrior's Road       | 2013               | ISBN 978-1-408-32404-2 | Michael Ford                 |
| 76  | Linka the Sky Conqueror                                          | The Warrior's Road       | 2013               | ISBN 978-1-408-32405-9 | Tabitha Jones                |
| 77  | Vermok the Spiteful Scavenger                                    | The Warrior's Road       | 2013               | ISBN 978-1-408-32406-6 | Gillian Philip               |
| 78  | Koba Ghoul of the Shadows                                        | The Warrior's Road       | 2013               | ISBN 978-1-408-32407-3 | Allan Frewin Jones           |
| 79  | Raffkor the Stampeding Brute                                     | The Cursed Dragon        | 2014               | ISBN 978-1-408-32920-7 |                              |
| 80  | Vislak the Slithering Serpent                                    | The Cursed Dragon        | 2014               | ISBN 978-1-408-32921-4 |                              |
| 81  | Tikron the Jungle Master                                         | The Cursed Dragon        | 2014               | ISBN 978-1-408-32922-1 |                              |
| 82  | Falra the Snow Phoenix                                           | The Cursed Dragon        | 2014               | ISBN 978-1-408-32923-8 |                              |
| 83  | Wardok the Sky Terror                                            | Velmal's Revenge         | 2015               | ISBN 978-1-408-33487-4 |                              |
| 84  | Xerik the Bone Cruncher                                          | Velmal's Revenge         | 2015               | ISBN 978-1-408-33489-8 |                              |
| 85  | Plexor the Raging Reptile                                        | Velmal's Revenge         | 2015               | ISBN 978-1-408-33491-1 |                              |
| 86  | Quagos the Armoured Beetle                                       | Velmal's Revenge         | 2015               | ISBN 978-1-408-33493-5 |                              |
| 87  | Styro the Snapping Brute                                         | The Siege of Gwildor     | 2015               | ISBN 978-1-408-33986-2 |                              |
| 88  | Ronak the Toxic Terror                                           | The Siege of Gwildor     | 2015               | ISBN 978-1-408-33996-1 |                              |
| 89  | Solix the Deadly Swarm                                           | The Siege of Gwildor     | 2015               | ISBN 978-1-408-33988-6 |                              |
| 90  | Kanis the Shadow Hound                                           | The Siege of Gwildor     | 2015               | ISBN 978-1-408-33994-7 |                              |
| 91  | Gryph the Feathered Fiend                                        | The Broken Star          | 2016               | ISBN 978-1-408-34076-9 |                              |
| 92  | Thoron the Living Storm                                          | The Broken Star          | 2016               | ISBN 978-1-408-34080-6 |                              |
| 93  | Okko the Sand Monster                                            | The Broken Star          | 2016               | ISBN 978-1-408-34082-0 |                              |
| 94  | Saurex the Silent Creeper                                        | The Broken Star          | 2016               | ISBN 978-1-408-34084-4 |                              |
| 95  | Krytor the Blood Bat                                             | The Trial of Heroes      | 2016               | ISBN 978-1-408-34086-8 |                              |
| 96  | Soara the Stinging Spectre                                       | The Trial of Heroes      | 2016               | ISBN 978-1-408-34088-2 |                              |
| 97  | Drogan the Jungle Menace                                         | The Trial of Heroes      | 2016               | ISBN 978-1-408-34295-4 |                              |
| 98  | Karixa the Diamond Warrior                                       | The Trial of Heroes      | 2016               | ISBN 978-1-408-34309-8 |                              |
| 99  | Quarg the Stone Dragon                                           | The Kingdom of Dragons   | 2017               | ISBN 978-1-408-34311-1 |                              |
| 100 | Korvax the Sea Dragon                                            | The Kingdom of Dragons   | 2017               | ISBN 978-1-408-34313-5 |                              |
| 101 | Vetrix the Poison Dragon                                         | The Kingdom of Dragons   | 2017               | ISBN 978-1-408-34315-9 |                              |
| 102 | Strytor the Skeleton Dragon                                      | The Kingdom of Dragons   | 2017               | ISBN 978-1-408-34317-3 |                              |
| 103 | Zulok the Winged Spirit                                          | The Isle of Ghosts       | 2017               | ISBN 978-1-408-34319-7 |                              |
| 104 | Skalix the Snapping Horror                                       | The Isle of Ghosts       | 2017               | ISBN 978-1-408-34321-0 |                              |
| 105 | Okira the Crusher                                                | The Isle of Ghosts       | 2017               | ISBN 978-1-408-34323-4 |                              |
| 106 | Rykar the Fire Hound                                             | The Isle of Ghosts       | 2017               | ISBN 978-1-40834325-8  |                              |
| 107 | Grymon the Biting Horror                                         | The Sorcerer's Revenge   | 2018               | ISBN 978-1-408-34327-2 |                              |
| 108 | Skrar the Night Scavenger                                        | The Sorcerer's Revenge   | 2018               | ISBN 978-1-408-34329-6 |                              |
| 109 | Tarantix the Bone Spider                                         | The Sorcerer's Revenge   | 2018               | ISBN 978-1-408-34331-9 |                              |
| 110 | Lypida the Shadow Fiend                                          | The Sorcerer's Revenge   | 2018               | ISBN 978-1-408-34333-3 |                              |
| 111 | Menox the Sabre-Toothed Terror                                   | The Lost Beasts of Makai | 2018               | ISBN 978-1-408-34336-4 |                              |
| 112 | Larnak the Swarming Menace                                       | The Lost Beasts of Makai | 2018               | ISBN 978-1-408-34337-1 |                              |
| 113 | Jurog Hammer of the Jungle                                       | The Lost Beasts of Makai | 2018               | ISBN 978-1-408-34339-5 |                              |
| 114 | Nersepha the Cursed Siren                                        | The Lost Beasts of Makai | 2018               | ISBN 978-1-408-34341-8 |                              |
| 115 | Querzol the Swamp Monster                                        | The Shattered Kingdom    | 2019               | ISBN 978-1-408-34344-9 |                              |
| 116 | Krotax the Tusked Destroyer                                      | The Shattered Kingdom    | 2019               | ISBN 978-1-408-34345-6 |                              |
| 117 | Torka the Sky Snatcher                                           | The Shattered Kingdom    | 2019               | ISBN 978-1-408-34347-0 |                              |
| 118 | Xerkan the Shape Stealer                                         | The Shattered Kingdom    | 2019               | ISBN 978-1-408-34349-4 |                              |
| 119 | Electro the Storm Bird                                           | Blood of the Beast       | 2019               | ISBN 978-1-408-35774-3 | Tabitha Jones                |
| 120 | Fluger the Sightless Slitherer                                   | Blood of the Beast       | 2019               | ISBN 978-1-408-35777-4 | Allan Frewin Jones           |
| 121 | Morax the Wrecking Menace                                        | Blood of the Beast       | 2019               | ISBN 978-1-408-35779-8 |                              |
| 122 | Krokol the Father of Fear                                        | Blood of the Beast       | 2019               | ISBN 978-1-408-35781-1 | Corad Mason                  |
| 123 | Akorta the All-Seeing Ape                                        | The Prison Kingdom       | 2020               | ISBN 978-1-408-36137-5 |                              |
| 124 | Lycaxa Hunter of the Peaks                                       | The Prison Kingdom       | 2020               | ISBN 978-1-408-36186-3 |                              |
| 125 | Glaki Spear of the Depths                                        | The Prison Kingdom       | 2020               | ISBN 978-1-408-36188-7 |                              |
| 126 | Diprox the Buzzing Terror                                        | The Prison Kingdom       | 2020               | ISBN 978-1-408-36190-0 |                              |
| 127 | Teknos the Ocean Crawler                                         | The Four Masters         | 2021               | ISBN 978-1-408-36214-3 |                              |
| 128 | Mallix the Silent Stalker                                        | The Four Masters         | 2021               | ISBN 978-1-408-36217-4 |                              |
| 129 | Silexa the Stone Cat                                             | The Four Masters         | 2021               | ISBN 978-1-408-36218-1 |                              |
| 130 | Kyron Lord of Fire                                               | The Four Masters         | 2021               | ISBN 978-1-408-36220-4 |                              |
| 131 | Gorog the Fiery Fiend                                            | The Ghost of Karadin     | 2021               | ISBN 978-1-408-36526-7 |                              |
| 132 | Devora the Death Fish                                            | The Ghost of Karadin     | 2021               | ISBN 978-1-408-36529-8 |                              |
| 133 | Raptex the Sky Hunter                                            | The Ghost of Karadin     | 2021               | ISBN 978-1-408-36532-8 |                              |
| 134 | Gargantua the Silent Assassin                                    | The Ghost of Karadin     | 2021               | ISBN 978-1-408-36534-2 |                              |
| 135 | Ossiron the Fleshless Killer                                     | The Netherworld          | 2022               | ISBN 978-1-408-36536-6 |                              |
| 136 | Styx the Lurking Terror                                          | The Netherworld          | 2022               | ISBN 978-1-408-36538-0 |                              |
| 137 | Kaptiva the Shrieking Siren                                      | The Netherworld          | 2022               | ISBN 978-1-408-36540-3 |                              |
| 138 | Velakro the Lightning Bird                                       | The Netherworld          | 2022               | ISBN 978-1-408-36542-7 |                              |
| 139 | Kalderon the Iron Bear                                           | The New Protectors       | 2022               | ISBN 978-1-408-36742-1 |                              |
| 140 | Garox the Coral Giant                                            | The New Protectors       | 2022               | ISBN 978-1-408-36744-5 |                              |
| 141 | Draka the Winged Serpent                                         | The New Protectors       | 2022               | ISBN 978-1-408-36746-9 |                              |
| 142 | Lukor the Forest Guardian                                        | The New Protectors       | 2022               | ISBN 978-1-408-36748-3 |                              |
| 143 | Hyrix the Rock Smasher                                           | The Shape-Shifters       | 2023               | ISBN 978-1-408-36967-8 |                              |
| 144 | Makoro the Blinding Stinger                                      | The Shape-Shifters       | 2023               | ISBN 978-1-408-36969-2 |                              |
| 145 | Leptika the Nocturnal Nightmare                                  | The Shape-Shifters       | 2023               | ISBN 978-1-408-36971-5 |                              |
| 146 | Selkara Monster of the Depths                                    | The Shape-Shifters       | 2023               | ISBN 978-1-408-36973-9 |                              |
| 147 | Lupix the Ice Wolf                                               | Guardians of Tangala     | 2024               | ISBN 978-1-408-37182-4 |                              |
| 148 | Pirano the Water Dragon                                          | Guardians of Tangala     | 2024               | ISBN 978-1-408-37193-0 |                              |
| 149 | Heraxor the Fire Hawk                                            | Guardians of Tangala     | 2024               | ISBN 978-1-408-37195-4 |                              |
| 150 | Petrok the Stone Warrior                                         | Guardians of Tangala     | 2024               | ISBN 978-1-408-37197-8 |                              |
| 151 | Dolrus the Spiked Destroyer                                      | Battle on Kerodor        | 2025               | ISBN 978-1-408-37199-2 |                              |
| 152 | Zynara the Striped Prowler                                       | Battle on Kerodor        | 2025               | ISBN 978-1-408-37201-2 |                              |
| 153 | Makroxa the Tunnelling Terror                                    | Battle on Kerodor        | 2025               | ISBN 978-1-408-37203-6 |                              |
| 154 | Kyropta the Skeleton Eagle                                       | Battle on Kerodor        | 2025               | ISBN 978-1-408-37205-0 |                              |

## Special Bumper Editions
| Title                                      | First Published | ISBN                   | Ghostwriter                  |
| ------------------------------------------ | --------------- | ---------------------- | ---------------------------- |
| 1 Vedra and Krimon: Twin Beasts of Avantia | 2008            | ISBN 978-0-545-39774-2 | Allan Frewin Jones           |
| 2 Spiros the Ghost Phoenix                 | 2008            | ISBN 978-0-545-13267-1 | Michael Ford                 |
| 3 Arax the Soul Stealer                    | 2009            | ISBN 978-1-408-30382-5 | Jan Burchett and Sara Vogler |
| 4 Kragos and Kildor: the Two-Headed Demon  | 2009            | ISBN 978-1-408-30436-5 | Cherith Baldry               |
| 5 Creta the Winged Terror                  | 2010            | ISBN 978-1-408-30735-9 | Lucy Courtenay               |
| 6 Mortaxe the Skeleton Warrior             | 2010            | ISBN 978-1-408-30736-6 | Michael Ford                 |
| 7 Ravira Ruler of the Underworld           | 2011            | ISBN 978-1-408-31322-0 | Michael Ford                 |
| 8 Raksha the Mirror Demon                  | 2011            | ISBN 978-1-408-31323-7 | Michael Ford                 |
| 9 Grashkor the Beast Guard                 | 2012            | ISBN 978-1-408-31517-0 | Michael Ford                 |
| 10 Ferrok the Iron Soldier                 | 2012            | ISBN 978-1-408-31847-8 | Michael Ford                 |
| 11 Viktor the Deadly Archer                | 2013            | ISBN 978-1-408-32408-0 | Michael Ford                 |
| 12 Anoret the First Beast                  | 2013            | ISBN 978-1-408-32410-3 | Michael Ford                 |
| 13 Okawa the River Beast                   | 2014            | ISBN 978-1-408-32928-3 | Cherith Baldry               |
| 14 Skolo the Bladed Monster                | 2014            | ISBN 978-1-408-32930-6 | Lucy Courtenay               |
| 15 Jakara the Ghost Warrior                | 2015            | ISBN 978-1-408-33497-3 | Michael Ford                 |
| 16 Yakorix the Ice Beast                   | 2015            | ISBN 978-1-408-33495-9 | Tabitha Jones                |
| 17 Tempra the Time Stealer                 | 2016            | ISBN 978-1-408-34078-3 | Tabitha Jones                |
| 18 Falkor the Coiled Terror                | 2016            | ISBN 978-1-408-34297-8 | Michael Ford                 |
| 19 Kyrax the Metal Warrior                 | 2017            | ISBN 978-1-408-34299-2 | Tabitha Jones                |
| 20 Magror Ogre of the Swamps               | 2017            | ISBN 978-1-408-34301-2 | Michael Ford                 |
| 21 Verak the Storm King                    | 2018            | ISBN 978-1-408-34303-6 | Michael Ford                 |
| 22 Ospira the Savage Sorceress             | 2018            | ISBN 978-1-408-34305-0 | Tabitha Jones                |
| 23 Scalamanx the Fiery Fury                | 2019            | ISBN 978-1-408-34307-4 | Michael Ford                 |
| 24 Petorix the Winged Slicer               | 2020            | ISBN 978-1-408-35783-5 | Michael Ford                 |
| 25 Arkano the Stone Crawler                | 2020            | ISBN 978-1-408-36135-1 | Tabitha Jones                |
| 26 Bixara the Horned Dragon                | 2021            | ISBN 978-1-408-36222-8 | Michael Ford                 |

## The Chronicles of Avantiaseries
The Chronicles of Avantia series is a set of four books that take place several hundred years before the events in Beast Quest.
| Title         | First Published | ISBN                   |
| ------------- | --------------- | ---------------------- |
| First Hero    | 2010            | ISBN 978-1-408-30747-2 |
| Chasing Evil  | 2010            | ISBN 978-1-408-30748-9 |
| Call to War   | 2011            | ISBN 978-1-408-30749-6 |
| Fire and Fury | 2011            | ISBN 978-1-408-30750-2 |

## Battle of the Beastsseries
In the Battle of the Beasts series, the main protagonist, Tom, starts a training camp where he invites some people who have performed heroic acts to help protect Avantia from evil. Each book has a different hero who uses a different beast to defeat a controlled beast.
| Title            | First Published | ISBN                   | Ghostwriter    |
| ---------------- | --------------- | ---------------------- | -------------- |
| Ferno vs Epos    | 2012            | ISBN 978-1-408-31867-6 | Edward Willet  |
| Amictus vs Tagus | 2012            | ISBN 978-1-408-31868-3 | Troon Harrison |
| Sepron vs Narga  | 2013            | ISBN 978-1-408-32409-7 | Michael Ford   |

## Sea Questseries
The Sea Quest series is a companion science fiction series that has a new protagonist who battles robotic creatures.
| Title                           | Series                  | First Published | ISBN                   |
| ------------------------------- | ----------------------- | --------------- | ---------------------- |
| 1 Cephalox the Cyber Squid      | Sea Quest               | 2013            | ISBN 978-1-408-31848-5 |
| 2 Silda the Electric Eel        | Sea Quest               | 2013            | ISBN 978-1-408-31849-2 |
| 3 Manak the Silent Predator     | Sea Quest               | 2013            | ISBN 978-1-408-31850-8 |
| 4 Kraya the Blood Shark         | Sea Quest               | 2013            | ISBN 978-1-408-31851-5 |
| 5 Shredder the Spider Droid     | The Cavern of Ghosts    | 2013            | ISBN 978-1-408-32411-0 |
| 6 Stinger the Sea Phantom       | The Cavern of Ghosts    | 2013            | ISBN 978-1-408-32412-7 |
| 7 Crusher the Creeping Terror   | The Cavern of Ghosts    | 2013            | ISBN 978-1-408-32413-4 |
| 8 Mangler the Dark Menace       | The Cavern of Ghosts    | 2013            | ISBN 978-1-408-32414-1 |
| 9 Tetrax the Swamp Crocodile    | The Pride of Blackheart | 2014            | ISBN 978-1-408-32853-8 |
| 10 Nephro the Ice Lobster       | The Pride of Blackheart | 2014            | ISBN 978-1-408-32855-2 |
| 11 Finaria the Savage Sea Snake | The Pride of Blackheart | 2014            | ISBN 978-1-408-32857-6 |
| 12 Chakrol the Ocean Hammer     | The Pride of Blackheart | 2014            | ISBN 978-1-408-32859-0 |
| 13 Rekkar the Screeching Orca   | The Lost Lagoon         | 2014            | ISBN 978-1-408-32861-3 |
| 14 Tragg the Ice Bear           | The Lost Lagoon         | 2014            | ISBN 978-1-408-32863-7 |
| 15 Horvos the Horror Bird       | The Lost Lagoon         | 2014            | ISBN 978-1-408-32865-1 |
| 16 Gubbix the Poison Fish       | The Lost Lagoon         | 2014            | ISBN 978-1-408-32867-5 |
| 17 Sythid the Spider Crab       | The Chaos Quadrant      | 2015            | ISBN 978-1-408-33471-3 |
| 18 Brux the Tusked Terror       | The Chaos Quadrant      | 2015            | ISBN 978-1-408-33473-7 |
| 19 Venor the Sea Scorpion       | The Chaos Quadrant      | 2015            | ISBN 978-1-4083-3475-1 |
| 20 Monoth the Spiked Destroyer  | The Chaos Quadrant      | 2015            | ISBN 978-1-4083-3477-5 |
| 21 Fliktor the Deadly Conqueror | Master of Aquora        | 2015            | ISBN 978-1-408-33480-5 |
| 22 Tengal the Savage Shark      | Master of Aquora        | 2015            | ISBN 978-1-408-33481-2 |
| 23 Kull the Cave Crawler        | Master of Aquora        | 2015            | ISBN 978-1-408-33483-6 |
| 24 Gulak the Gulper Eel         | Master of Aquora        | 2015            | ISBN 978-1-408-33485-0 |
| 25 Veloth the Vampire Squid     | The Lost Starship       | 2016            | ISBN 978-1-408-34064-6 |
| 26 Glendor the Stealthy Shadow  | The Lost Starship       | 2016            | ISBN 978-1-408-34066-0 |
| 27 Mirroc the Goblin Shark      | The Lost Starship       | 2016            | ISBN 978-1-408-34068-4 |
| 28 Blistra the Sea Dragon       | The Lost Starship       | 2016            | ISBN 978-1-408-34070-7 |
| 29 Gort the Deadly Snatcher     | The Lord of Illusion    | 2016            | ISBN 978-1-408-34090-5 |
| 30 Fangor the Crunching Giant   | The Lord of Illusion    | 2016            | ISBN 978-1-408-34099-8 |
| 31 Shelka the Mighty Fortress   | The Lord of Illusion    | 2016            | ISBN 978-1-408-34093-6 |
| 32 Loosejaw the Nightmare Fish  | The Lord of Illusion    | 2016            | ISBN 978-1-408-34095-0 |

## Sea Quest Specials
| Title                       | First Published | ISBN                   |
| --------------------------- | --------------- | ---------------------- |
| 1 Stengor the Crab Monster  | 2013            | ISBN 978-1-408-31852-2 |
| 2 Skalda the Soul Stealer   | 2014            | ISBN 978-1-4083-2851-4 |
| 3 Drakkos the Ocean King    | 2014            | ISBN 978-1-408-31858-4 |
| 4 Octor Monster of the Deep | 2015            | ISBN 978-1-408-33467-6 |
| 5 Jandor the Arctic Lizard  | 2015            | ISBN 978-1-408-33469-0 |
| 6 Repta the Spiked Brute    | 2016            | ISBN 978-1-408-34072-1 |
| 7 Hydror the Ocean Hunter   | 2016            | ISBN 978-1-408-34097-4 |

## Master Your Destinyseries
The Master Your Destiny series is a series that lets you choose your own path, by turning to pages that decide a decision. Each book has ten different endings, eight of which are bad endings and two of which are the main endings. All three were written by the ghostwriter, Elizabeth Galloway.
| Title              | First Published | ISBN                   |
| ------------------ | --------------- | ---------------------- |
| The Dark Cauldron  | 2010            | ISBN 978-1-408-30943-8 |
| The Dagger of Doom | 2011            | ISBN 978-1-408-31406-7 |
| The Pirate's Curse | 2012            | ISBN 978-1-408-31840-9 |

## Companion books
| Title                       | First Published | ISBN                   |
| --------------------------- | --------------- | ---------------------- |
| Adventurer's Handbook       | 2010            | ISBN 978-1-408-30944-5 |
| Beast Quest Annual 2011     | 2011            | ISBN 978-1-408-31261-2 |
| Beast Quest Annual 2012     | 2012            | ISBN 978-1-408-31405-0 |
| The Complete Book of Beasts | 2012            | ISBN 978-1-408-31866-9 |

## Team Heroseries
| Title                         | First Published | ISBN                   |
| ----------------------------- | --------------- | ---------------------- |
| 1 Battle for the Shadow Sword | 2017            | ISBN 978-1-408-34351-7 |
| 2 Attack of the Bat Army      | 2017            | ISBN 978-1-408-34353-1 |
| 3 Reptile Reawakened          | 2017            | ISBN 978-1-408-34355-5 |
| 4 The Skeleton Warrior        | 2017            | ISBN 978-1-408-34357-9 |
| 5 Fight for the Hidden City   | 2018            | ISBN 978-1-408-34359-3 |
| 6 Scorpion Strike             | 2018            | ISBN 978-1-408-34362-3 |
| 7 Falcon of Fury              | 2018            | ISBN 978-1-408-34364-7 |
| 8 Rise of the Shadow Snakes   | 2018            | ISBN 978-1-408-34366-1 |
| 9 The Ice Wolves              | 2018            | ISBN 978-1-408-35197-0 |
| 10 The Shadow Stallion        | 2018            | ISBN 978-1-408-35207-6 |
| 11 Army of Darkness           | 2018            | ISBN 978-1-408-35199-4 |
| 12 Revenge of the Dragon      | 2018            | ISBN 978-1-408-35201-4 |
| 13 The Secret Jungle          | 2019            | ISBN 978-1-408-35556-5 |
| 14 Ninja Strike               | 2019            | ISBN 978-1-408-35558-9 |
| 15 The Night Thief            | 2019            | ISBN 978-1-408-35560-2 |
| 16 An Army Awakens            | 2019            | ISBN 978-1-408-35562-6 |

## Team Hero Specials
| Title                     | First Published | ISBN                   |
| ------------------------- | --------------- | ---------------------- |
| 1 Lair of the Fire Lizard | 2017            | ISBN 978-1-408-34702-7 |
| 2 The Island of Doom      | 2018            | ISBN 978-1-408-35203-8 |
| 3 Android Attack          | 2018            | ISBN 978-1-408-35206-9 |
| 4 The Frozen Fortress     | 2019            | ISBN 978-1-408-35564-0 |

## Beast Quest: New Blood
| Title                 | First published | ISBN                   |
| --------------------- | --------------- | ---------------------- |
| 1 The New Heroes      | 2019            | ISBN 978-1-408-35785-9 |
| 2 The Dark Wizard     | 2019            | ISBN 978-1-408-35787-3 |
| 3 The Lost Tomb       | 2020            | ISBN 978-1-408-36141-2 |
| 4 The Ultimate Battle | 2020            | ISBN 978-1-408-36184-9 |

## Space Wars
| Title                      | First published | ISBN                   |
| -------------------------- | --------------- | ---------------------- |
| 1 Curse of the Robo-Dragon | 2021            | ISBN 978-1-408-35789-7 |
| 2 Monster from the Void    | 2021            | ISBN 978-1-408-35791-0 |
| 3 Cosmic Spider Attack     | 2022            | ISBN 978-1-408-36800-8 |
| 4 Droid Dog Strike         | 2023            | ISBN 978-1-408-36803-9 |